# Le rive della morte
Le rive della morte (El río y la muerte) è un film del 1955 diretto da Luis Buñuel.

## Trama
In un paese messicano vige una esasperata legge dell’onore che non si ferma davanti a niente come per esempio quando Felipe viene schiaffeggiato e sfidato da Romulo mentre è ricoverato all’ospedale e inserito totalmente in una macchina respiratoria che gli lascia all’esterno visibile soltanto la faccia. Questo perché il padre di Felipe aveva appena ammazzato il padre di Romulo. Nel paese ognuno ha una pistola, perfino il parroco. Un profondo fiume divide il paese dal cimitero e quando una persona è assassinata la società permette all’assassino di conservare la sua vita in solitudine dopo aver attraversato il fiume. Il finale della storia è la rottura di questa feroce legge che vigeva quasi per dare una perversa soddisfazione agli abitanti di quel paese.

## Distribuzione
Il film è stato presentato alla 15ª Mostra internazionale d'arte cinematografica di Venezia del 1954.